# Chloroclystis torninubis
Chloroclystis torninubis är en fjärilsart som beskrevs av Louis Beethoven Prout 1929. Chloroclystis torninubis ingår i släktet Chloroclystis och familjen mätare. Inga underarter finns listade i Catalogue of Life.